# Honda S2000

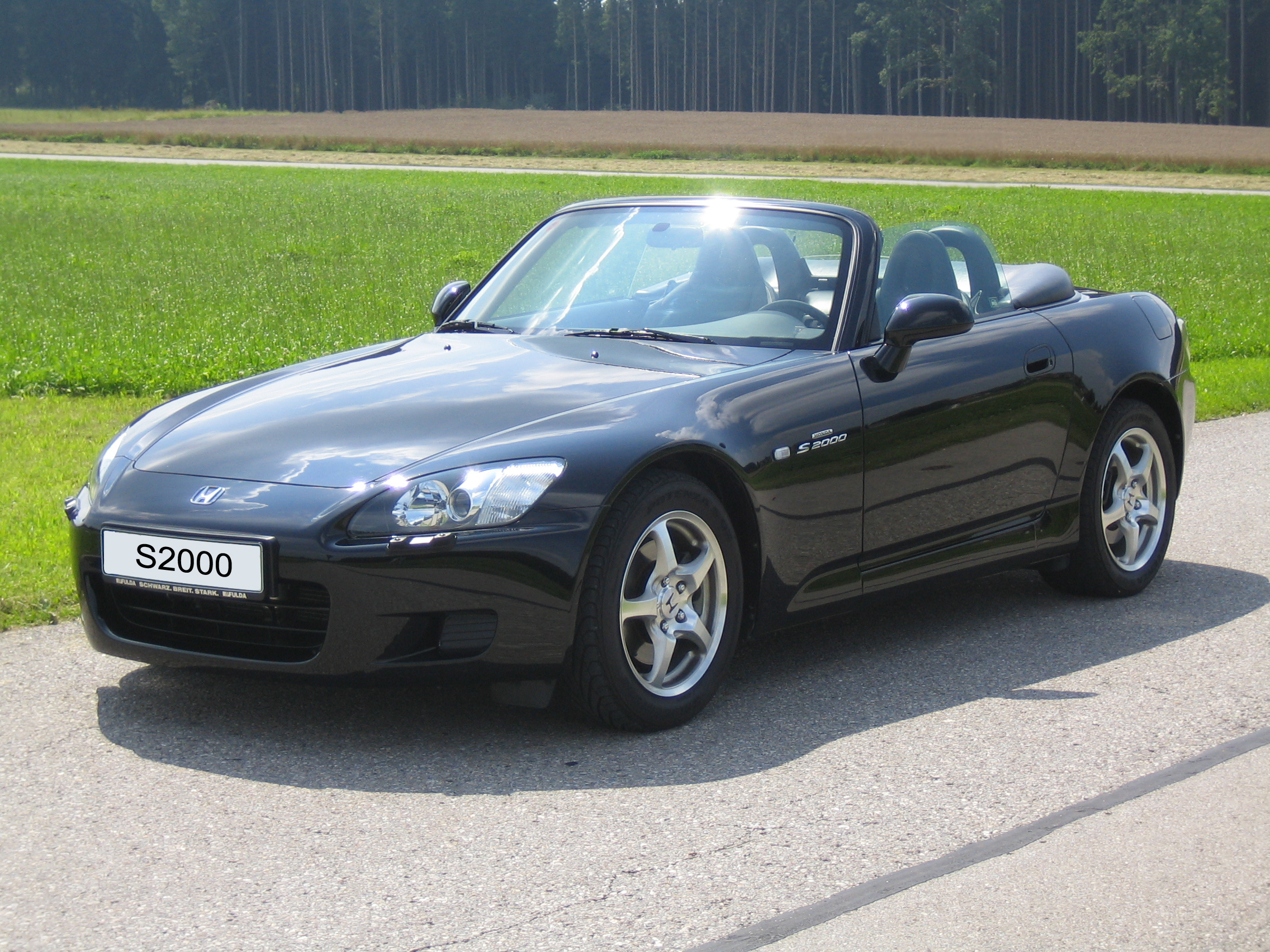
Honda S2000

Honda S2000 är en bakhjulsdriven tvåsitsig öppen sportbil. Den första versionen (AP1) började tillverkas som årsmodell 1999 och mottagandet på marknaden var redan från början påfallande positivt. När den introducerades, släpptes den första serien enbart i Kalifornien och suget på marknaden där var så stort att Hondas återförsäljare till en början sålde dem till långt över Hondas listpris.

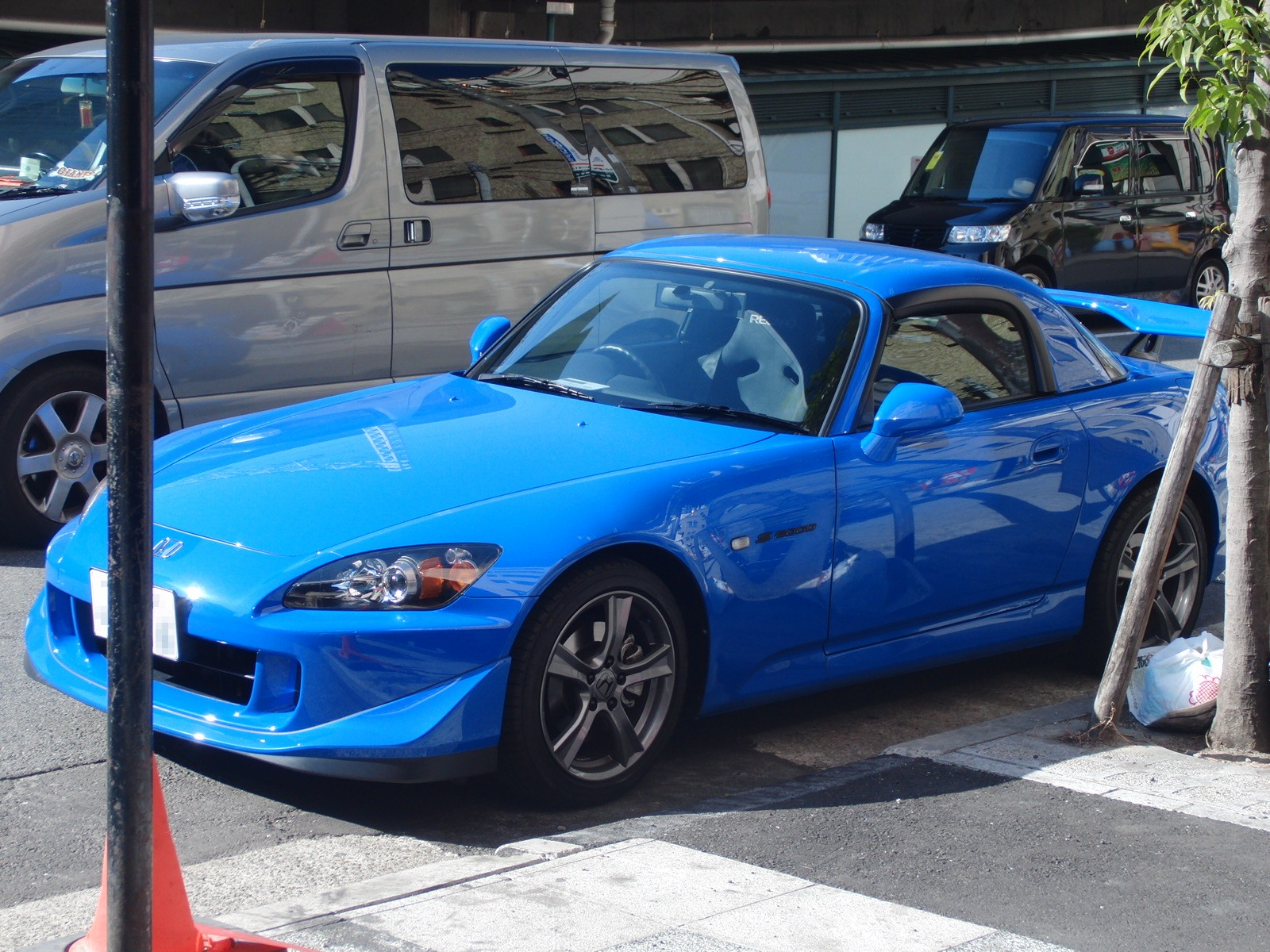
Honda S2000 (AP2) type S

Bilens väghållning har åstadkommits genom en kombination av avancerat chassi och hjulupphängningar samt jämn viktfördelning mellan fram- och bakaxel. Den sistnämnda kommer sig av att S2000 i princip har mittmotor med motorn monterad framför passagerarna men bakom framaxeln och växellådan mellan förare och passagerare, som i sin tur sitter precis framför bakaxeln.
Den fyrcylindriga tvålitersmotorn var länge den innehade länge den serieproducerade naturligt aspirerade bilmotor som utvecklade störst effekt i förhållande till sin slagvolym, 120 hästkrafter per liter.
Den sista årsmodellen som såldes var 2008 eller 2009 beroende på marknad. 